# Giovanni Battista Primi
Giovanni Battista Primi (Roma, ... – Genova, 1657) è stato un pittore italiano, noto anche come Primis, De Primis, Primi, Prinii e Plimis.

## Biografia
Allievo di Agostino Tassi, nella prima parte della sua carriera fu realizzatore di figurine per i fabbricanti di maioliche, specialità che forse si deve agli insegnamenti di Filippo Napoletano. Non soddisfatto del proprio lavoro, seguì le orme del maestro Tassi per divenire pittore a tempo pieno.
Si specializzò in piccoli quadri il cui tema variava dalla natura morta, al paesaggio ed agli episodi biblici. Parte della sua produzione fu dedicata alle marine.
Le collezioni delle famiglie genovesi nel XVII secolo erano ricche di sue opere, mentre attualmente non esistono dipinti attribuibili certamente alla sua mano.
Trascorse buona parte della sua vita a Genova, ove morì di peste nel 1657.